# A Moon Shaped Pool
A Moon Shaped Pool ist das neunte Studioalbum der britischen Band Radiohead. Es wurde am 8. Mai 2016 als Download und in den Streamingdiensten veröffentlicht. Die physische Veröffentlichung folgte am 17. Juni über Hostess Entertainment in Japan und über XL Recordings im Rest der Welt. Eine „Special Edition“, mit zusätzlichem Artwork und mit zwei Bonustracks, wurde im September 2016 ausgeliefert.
Nach Beendigung der Tour für The King of Limbs im Jahr 2012 und einer darauffolgenden etwa zweijährigen Auszeit arbeitete die Band ab 2014 mit Unterbrechungen an A Moon Shaped Pool. Aufgenommen wurde unter der Leitung des Langzeitproduzenten Nigel Godrich größtenteils im in Südfrankreich gelegenen Studio La Fabrique. Zusätzliche Aufnahmen wurden in den RAK Studios in London eingespielt. Das Album bringt mehrere Stücke aus der Vergangenheit der Band hervor, so befinden sich auf dem Album die Studioversionen zu „True Love Waits“, „Burn The Witch“, und „Present Tense“, die jeweils seit 1995, 2000 und 2008 zum Repertoire der Band gehörten. Das Album ist durch hohen Gebrauch von Streichern geprägt und beinhaltet auch den Einsatz von Chören. Diese klassischen Arrangements wurden vom Multiinstrumentalisten Jonny Greenwood arrangiert und vom London Contemporary Orchestra aufgeführt.
Bis eine Woche vor der Veröffentlichung gab es keinerlei Promotion für das Album. Am 1. Mai begann die Band allerdings, ihre gesamte Präsenz im Internet schrittweise zu löschen, bis letztlich am 3. Mai die Single „Burn The Witch“ mit ihrem zugehörigen Video veröffentlicht wurde. Als zweite Single folgte am 6. Mai „Daydreaming“, mit einem von Paul Thomas Anderson gedrehten Videoclip. Im selben Monat begann eine Welttournee mit 13 Daten, zusätzlich zu mehreren, davor angekündigten Auftritten in Festivals.

## Hintergrund und Aufnahme
Während ihrer Tour für das Vorgängeralbum The King of Limbs spielte die Band mehrere neue Titel. Darunter waren „Ful Stop“ und „Identikit“, die später ihren Weg auf das neue Album schaffen sollten. Im Jahr 2012 nahm die Band bei Third Man Records, dem von Jack White gegründeten Label, Material auf. Es besteht immer noch Unklarheit darüber, was bei diesen Sessions aufgenommen wurde.
Nach der Tour nahm sich die Band eine Auszeit, in der mehrere ihrer Mitglieder sich mit Nebenprojekten beschäftigten. So veröffentlichten Thom Yorke und Nigel Godrich im Jahr 2013 Amok, das Debütalbum ihrer Band Atoms for Peace. Im Jahre 2014 veröffentlichten der Schlagzeuger Philip Selway mit Weatherhouse und der Sänger Thom Yorke mit Tomorrow’s Modern Boxes ihre zweiten Soloalben. Jonny Greenwood komponierte währenddessen Soundtracks, wie z. B. den zu Paul Thomas Andersons Film Inherent Vice.
Die Aufnahmen für A Moon Shaped Pool begannen im September 2014 im Studio La Fabrique, in der Nähe zu Saint-Rémy-de-Provence in Südfrankreich. Die Arbeiten dauerten bis Weihnachten an und wurden im März 2015 weitergeführt. Im November 2015 war in einem Tweet des Komponisten Robert Ziegler, mit dem Radiohead bereits im Zusammenhang des Vorgängeralbums gearbeitet hatte, zu sehen, wie die Band mit einem Streicherorchester arbeitet. Die Streicher wurden von Jonny Greenwood arrangiert und vom London Contemporary Orchestra aufgeführt und in den RAK Studios in London aufgenommen. Clive Deamer, der 2011 schon in den Singles „The Daily Mail“ und „Staircase“ und der Tour zu The King of Limbs zusätzliche Schlagzeugparts beisteuerte, kehrte zurück und spielte Schlagzeug im Titel „Ful Stop“.
Bei Pathway to Paris, anlässlich der UN-Klimakonferenz in Paris, gab Radiohead-Sänger Thom Yorke am 4. Dezember 2015 ein kleines Konzert. In diesem Rahmen spielte er unangekündigt drei Songs vom neuen Album, nämlich das damals als „The Present Tense“ bekannte „Present Tense“, das damals „Silent Spring“ genannte „The Numbers“ und „Desert Island Disk“. Am ersten Weihnachtstag veröffentlichte die Band den neuen Song „Spectre“, der als Titelsong für den gleichnamigen James-Bond-Film gedacht war, letzten Endes aber abgelehnt wurde.
Viele der Songs auf A Moon Shaped Pool gehörten vor ihrer endgültigen Studioversion zum Repertoire der Band. So wurde „True Love Waits“ seit 1995 auf Konzerten gespielt. Zudem wurde eine Live-Version des Songs in das Livealbum I Might Be Wrong aufgenommen, das 2001 veröffentlicht wurde. Es wurden für OK Computer, sowie auch für Kid A und Amnesiac zahlreiche Versionen dieses Titels anzufertigen versucht, aber es ließ sich keine für die Band zufriedenstellende Version finden. Ähnlich erging es „Burn The Witch“, das in den Sessions zu Kid A, Hail to the Thief und In Rainbows ohne Erfolg aufgenommen wurde und sich seit Jahren in Artwork und Webseiten der Band mit Textschnipseln ankündigte. „Present Tense“ feierte im Solo-Set vom Thom Yorke auf dem Latitude Festival 2009 in England seine akustische Premiere.

## Musik und Texte
A Moon Shaped Pool wurde als ein musikalisch eher ruhiges, „weniger neurotisches“ Album aufgefasst, das mit seinen zahlreichen Verweisen und Einflüssen der Artrock-Linie treu bleibt. Der Klang ist von dem häufigen Einsatz von Klavier und Streichern geprägt und verleiht dem Album so seine akustische, relativ bodenständige Beschaffenheit. Dennoch ist Radioheads Experimentierfreude an den Stellen zu erkennen, in denen das Klangbild auf den ersten Blick fast gar einschichtig klingt, aber schließlich doch seine orchestralischen und ausgefeilten Qualitäten entfaltet. Im Spiegel Online war zu lesen, das Album sei „gefällig und abstrakt zugleich, tiefgründig und von lange entbehrter, sehnsuchtsvoller Melodik durchzogen. Es wird allerdings, anachronistisch genug, Zeit brauchen, bis man es in seiner Vielschichtigkeit durchdrungen hat.“

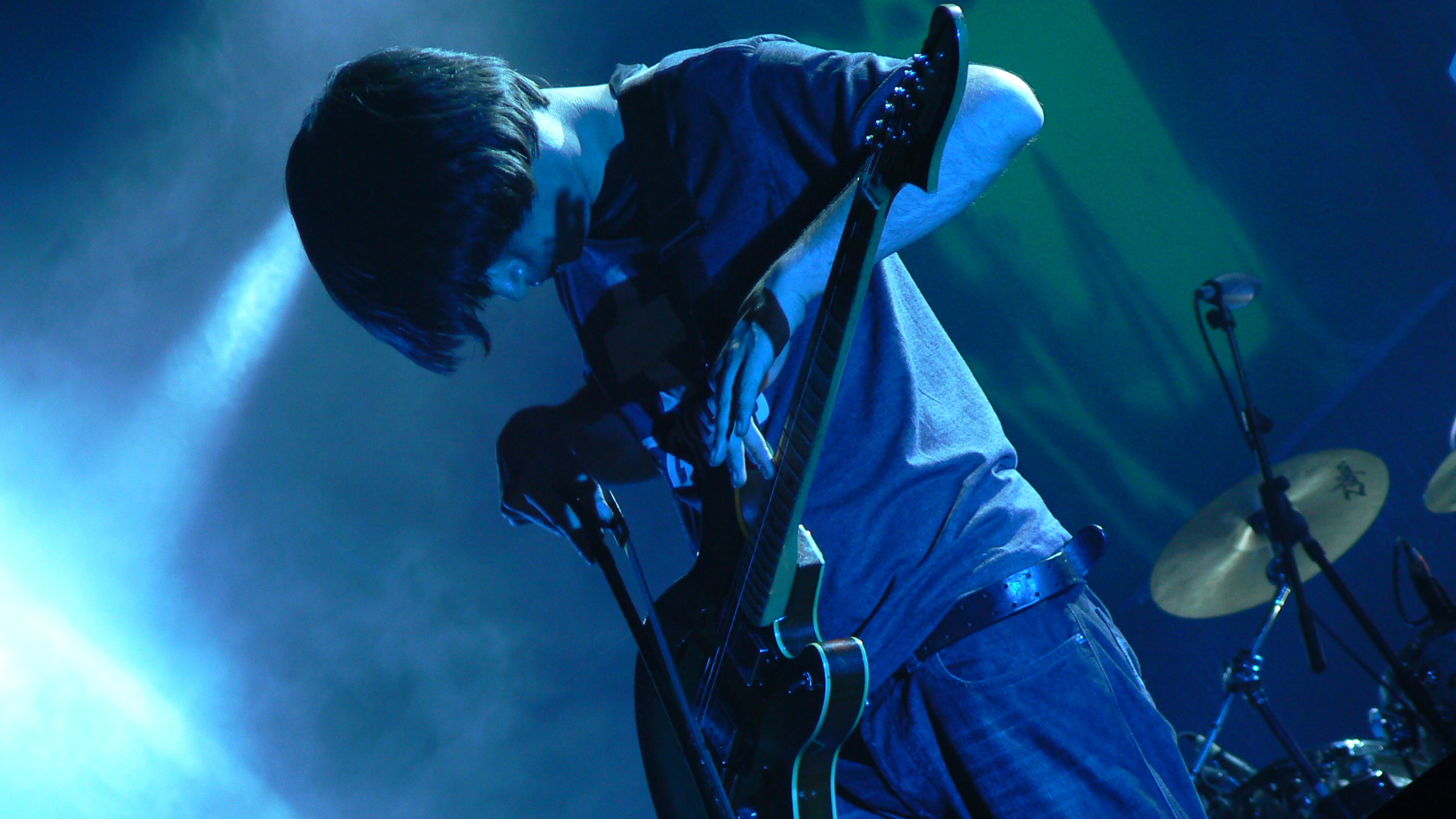
Jonny Greenwood in der Heineken Music Hall in Amsterdam

Besonderes Lob erhielt das Album für die Komposition der Streicher- und der Chor-Arrangements von Jonny Greenwood. Diese durchziehen das Album und sind ein prägendes Element. So wurden z. B. die „nervösen Takte“ der Streicher in „Burn The Witch“ als „Streichergewitter“ bezeichnet. Viel Aufmerksamkeit erhielt auch die von den Streichern in „Burn The Witch“ verwendete Spieltechnik col legno, die anordnet, dass die Saiten nicht mit den Haaren des Bogens, sondern mit dessen holzener Stange entweder leicht geschlagen oder gestrichen werden sollen und so eine schlagende, treibende Qualität erhalten. A Moon Shaped Pool wagt Andeutungen und Ausflüge in die Terrains des Jazz, des Folk und des Krautrock. Die Lieder sind alphabetisch geordnet, was aber nach Greenwood damit zusammenhängt, dass diese die beste Abfolge für diese Lieder war.
Die Texte sind vergleichsweise intimer als es sonst bei Radiohead der Fall ist. Viele Kritiker sehen in ihnen die Verarbeitung der Trennung des Sängers der Band von seiner Langzeitpartnerin nach 23-jähriger Beziehung. Sie handeln von Liebe und Vergebung, muten mitunter aber, wie bei „The Numbers“, auch gar politisch an. So interpretierte das Online-Magazin Pitchfork diesen Song als Kommentar zum Klimawandel und „Burn The Witch“ als Warnung vor jeglicher Art von Gruppendenken und nicht hinterfragtem Konsens. Typische Radiohead-Themen wie Isolation, Einsamkeit und eine gewisse latente Paranoia angesichts des Status quo sind auf A Moon Shaped Pool auch zu finden.

## Artwork
Das Artwork wurde von Stanley Donwood angefertigt, der seit dem 1995 veröffentlichten Album The Bends das Artwork für die Band gestaltet. Es sei zum Teil vom „starken, warmen Wind in Südfrankreich“ gemacht. Er arbeitete in einer Scheune, in die Lautsprecher aus dem Studio verlegt wurden, um sich so bei seiner Malerei vom Klang der Band inspirieren zu lassen. In einem zur physischen Veröffentlichung verteilten Flugblatt, dass den Namen „How to make your own A Moon Shaped Pool artwork in 66 easy steps“ trägt, schildert der Künstler seinen Arbeitsvorgang. Dieser beinhaltet den Schritt „den Wind und das Wetter die Farbe für dich bewegen zu lassen.“

## Promotion und Veröffentlichung
Anders als in gängiger Praxis wurde A Moon Shaped Pool erst eine Woche vor seiner Veröffentlichung beworben und das auch auf mysteriöse Art. Am 30. April erhielten in Großbritannien lebende, registrierte Käufer des Radiohead-Shops WASTE ein Flugblatt per Post zugesendet, auf dem ein Auszug des Texts zu „Burn The Witch“ gedruckt war, das die Zeile „We know where you live“ beinhaltet. Am 1. Mai folgte die Löschung der Internetpräsenz Radioheads, die großes Medienecho auslöste.
Am 3. Mai folgte die zuerst nur mit Teasern angedeutete, Stunden später aber erfüllte Veröffentlichung der Single und des Videos „Burn The Witch“, des somit ersten Radiohead-Songs in fünf Jahren. Das Video zeigt, wie eine Figur, die eine Art Kontrolleur darstellt, in einem vermeintlich idyllischen Dorf empfangen wird und die Schrecken, die sich dort abspielen schrittweise zu sehen und spüren bekommt. Der Stil ist dabei aber durch die Knetfiguren niedlich und unschuldig anmutend gehalten, wobei das Video gleichzeitig auch eine klare Referenz am Film The Wicker Man ist und seine scheinbare Niedlichkeit auch mit der Musik kontrastiert. Am 6. Mai wurde wieder ein Teaser veröffentlicht, der den Sänger Thom Yorke in einem Parkhaus umherirrend zeigt. Dies stellte sich im Nachhinein als eine Szene des nächsten Videos heraus, als Stunden später „Daydreaming“, die zweite Single, mit ihrem von Paul Thomas Anderson gedrehten Video, veröffentlicht wurde. Bei dieser Gelegenheit teilte die Band auch den Veröffentlichungstermin für das neue Album mit, nämlich den 8. Mai um 20:00 deutscher Zeit. Das Album wurde zuerst digital, als MP3 oder WAV, und in den Streamingdiensten veröffentlicht. Gleichzeitig gab die Band das Datum für die physische Veröffentlichung und die Formate dieser bekannt. Das Album ist als CD und als Vinyl-LP erhältlich. Zusätzlich zur gewöhnlichen LP gab eine auf 9000 Pressungen limitierte weiße Vinylversion. Ferner gibt es eine „Special Edition“, die in Buchform erscheinen wird und ein 32-seitiges Artwork-Booklet, sowie das Album auf zwei LPs und CD, eine zweite CD mit zwei Bonussongs und ein Stück Masterband aus dem Archiv der Band beinhalten wird.
Im Mai begann die Band in Amsterdam ihre Welttournee, die insgesamt 13 Headliner-Shows umfasst und die Band durch die Niederlande, Frankreich, England, die USA und Mexiko führt. Zusätzlich wird die Band bei einigen Festivals auftreten.
Zur physischen Veröffentlichung des Albums fand weltweit in Plattenläden die Veranstaltung „Live From A Moon Shaped Pool“ statt, in der eine Aufnahme des zweiten London-Konzerts der aktuellen Tour und weitere, von Radiohead-Mitgliedern kuratierte Musik, über einen Livestream gespielt wurde. Es wurden Poster und ein von Stanley Donwood angefertigtes Flugblatt verteilt, dazu konnte man sich für ein Gewinnspiel eintragen, bei dem man Figuren aus dem Video von „Burn The Witch“, 35-mm-Filmkopien des „Daydreaming“-Videos und von Stanley Donwood signierte Siebdrucke gewinnen konnte.

## Titelliste
1. Burn The Witch – 3:41
2. Daydreaming – 6:24
3. Decks Dark – 4:41
4. Desert Island Disk – 3:45
5. Ful Stop – 6:07
6. Glass Eyes – 2:53
7. Identikit – 4:27
8. The Numbers – 5:46
9. Present Tense – 5:07
10. Tinker Tailor Soldier Sailor Rich Man Poor Man Beggar Man Thief – 5:04
11. True Love Waits – 4:43

## Rezensionen
A Moon Shaped Pool wurde, sowohl von der deutschen als auch der internationalen Musikpresse, positiv aufgenommen.
Kevin Holtmann von Plattentests.de schrieb: „Mit ihrem neunten Album haben die Briten ihrer großartigen Diskografie zweifelsohne einen weiteren Meilenstein hinzugefügt. Ein zärtliches, zerbrechliches Werk voller offener Fragen, introspektiv und besonnen, anspruchsvoll und dennoch zutraulich.“ Die kompositorische Arbeit von Jonny Greenwood erhielt sehr viel Lob, so schrieb Andreas Borcholte im Spiegel Online: „Greenwoods kompositorische Handschrift ist dann auch die deutlichste auf „A Moon Shaped Pool“: Die Grundstimmung des Albums ist sphärisch und raumgreifend, das London Contemporary Orchestra, ein Ensemble für Neue Musik, liefert bei fast allen Stücken Streicher und Soundflächen zu, die nebenbei auch wieder für einen weicheren Radiohead-Klang sorgen.“
Eingedämmte Kritik gab es aufgrund des doch eher sanften Klangbildes. So lautet es im Rolling Stone: „Was der Platte vielleicht fehlt, ist ein Punch, irgendeine Klang-Idee, die Radiohead wieder als eine der wichtigsten Bands des Planeten etabliert. Um die Jahrtausendwende haben die fünf Briten Ton und Rhythmus in der Popmusik neu aufgestellt, sie sind die Paten des „Indietronic“ geworden. Aus den Wegbereitern sind nun Mitbewerber um neue Musik geworden.“ Wobei allerdings hier wieder versöhnlich geschlossen wird, dass das „nicht heißt, dass „A Moon Shaped Pool“ nicht noch weiter wachsen wird, als es das schon beim zweiten Hörgang tut.“
Auf Metacritic erreichte das Album 88 von 100 Punkten.

## Kommerzieller Erfolg

### Chartplatzierungen
| ChartsChartplatzierungen       | Höchstplatzierung | Wochen |
| ------------------------------ | ----------------- | ------ |
| Deutschland (GfK)              | 3 (11 Wo.)        | 11     |
| Österreich (Ö3)                | 4 (12 Wo.)        | 12     |
| Schweiz (IFPI)                 | 1 (21 Wo.)        | 21     |
| Vereinigte Staaten (Billboard) | 3 (16 Wo.)        | 16     |
| Vereinigtes Königreich (OCC)   | 1 (35 Wo.)        | 35     |

| ChartsJahrescharts (2016)      | Platzierung |
| ------------------------------ | ----------- |
| Schweiz (IFPI)                 | 21          |
| Vereinigte Staaten (Billboard) | 73          |
| Vereinigtes Königreich (OCC)   | 28          |

### Auszeichnungen für Musikverkäufe
| Land/Region                  | Auszeichnungen für Musikverkäufe (Land/Region, Auszeichnung, Verkäufe) | Verkäufe  |
| ---------------------------- | ---------------------------------------------------------------------- | --------- |
| Australien (ARIA)            | Gold                                                                   | 35.000    |
| Dänemark (IFPI)              | Gold                                                                   | 10.000    |
| Frankreich (SNEP)            | Gold                                                                   | 50.000    |
| Italien (FIMI)               | Gold                                                                   | 25.000    |
| Kanada (MC)                  | Platin                                                                 | 80.000    |
| Neuseeland (RMNZ)            | Gold                                                                   | 7.500     |
| Vereinigte Staaten (RIAA)    | Gold                                                                   | 500.000   |
| Vereinigtes Königreich (BPI) | Platin                                                                 | 300.000   |
| Insgesamt                    | 6× Gold · 2× Platin ·                                                  | 1.007.500 |

Hauptartikel: Radiohead/Auszeichnungen für Musikverkäufe